# Braswell Deen
Braswell Drue Deen (* 28. Juni 1893 bei Baxley, Appling County, Georgia; † 28. November 1981 in Alma, Georgia) war ein US-amerikanischer Politiker. Zwischen 1933 und 1939 vertrat er den Bundesstaat Georgia im US-Repräsentantenhaus.

## Werdegang
Braswell Deen besuchte die öffentlichen Schulen seiner Heimat und das South Georgia College in McRae. Danach wurde er selbst im Schuldienst tätig. Von 1916 bis 1918 war er Schulrat im Appling County. Danach setzte er seine eigene Ausbildung mit einem Studium an der Emory University in Atlanta fort. Zwischen 1922 und 1924 hatte Deen die Aufsicht über die öffentlichen Schulen in Tennille. Anschließend leitete er das South Georgia Junior College in McRae. In den Jahren 1927 und 1928 arbeitete Deen auch in der Immobilienbranche und der Landwirtschaft. Außerdem wurde er im Zeitungsgeschäft und im Bankgewerbe tätig.
Politisch war Deen Mitglied der Demokratischen Partei. Bei den Kongresswahlen des Jahres 1932 wurde er im achten Wahlbezirk von Georgia in das US-Repräsentantenhaus in Washington, D.C. gewählt, wo er am 4. März 1933 die Nachfolge von Charles Hillyer Brand antrat. Nach zwei Wiederwahlen konnte er bis zum 3. Januar 1939 drei Legislaturperioden im Kongress absolvieren. Während dieser Zeit wurden dort die meisten der New-Deal-Gesetze der Bundesregierung unter Präsident Franklin D. Roosevelt verabschiedet. Im Jahr 1933 wurde mit dem 21. Verfassungszusatz der 18. Zusatzartikel aus dem Jahr 1919 aufgehoben. Dabei ging es um das Prohibitionsgesetz. Seit 1935 war der 20. Verfassungszusatz in Kraft, durch den der Beginn der Legislaturperioden des Kongresses und der der Amtszeiten des Präsidenten von März auf Januar vorverlegt wurden.
1938 verzichtete Braswell Deen auf eine weitere Kandidatur. In den folgenden Jahren zog er sich aus der Politik zurück und arbeitete in der Versicherungsbranche sowie als Viehzüchter. Er starb am 28. November 1981 im Alter von 88 Jahren in Alma.